# Julien De Vriendt
Julien De Vriendt, né le 20 août 1842 à Gand (Belgique) et mort le 20 avril 1935 à Oude God, est un peintre, illustrateur et aquafortiste, de même qu'un homme politique belge.
Son champ pictural couvre les scènes religieuses, d'histoire et d'art sacré.

## Biographie

### Famille
Julien Joseph De Vriendt naît à Gand le 20 août 1842 dans une famille d'artistes. Il est le fils aîné et le second des quatre enfants d'Anna Rosalia Ghiert (1809-1904) et de son mari, un peintre décoratif, Jan Bernardus De Vriendt (1809-1868), qui a transmis à ses fils son intérêt pour l'art et la langue flamande et a réussi à améliorer la situation financière des siens. Après sa mort en 1868, sa famille déménage à Schaerbeek. Le 18 octobre 1881, Julien De Vriendt épouse Clémentine Joséphine Delloye (1850-1929), issue de la famille de banquiers Delloye-Tiberghien, avec qui il a six enfants, dont Emmanuel De Vriendt (1882-1944), prêtre, Samuel De Vriendt (1884-1974), peintre. Leur fille Marie (1891-1994) épouse l'écrivain August Van Cauwelaert et devient la belle-sœur du bourgmestre d'Anvers Frans Van Cauwelaert. Il est le frère aîné du peintre Albrecht De Vriendt.

### Formation
Julien De Vriendt, initialement formé par son père, étudie à l'Académie royale des beaux-arts de Gand de 1856 à 1863, puis à l'Académie royale des beaux-arts d'Anvers de 1863 à 1865, notamment auprès de Nicaise De Keyser et dans l'atelier d'Eugène de Block. Il connaît très tôt le succès grâce à ses peintures religieuses et historiques. Il est d’ailleurs considéré comme l’un des meilleurs portraitistes de son époque.
Avec son frère Albrecht De Vriendt (1843-1900), également peintre, il voyage en Italie en 1880. Ils séjournent ensuite en Palestine, en Syrie et en Égypte. Ce voyage d'études revêt une influence majeure sur le travail des deux frères.
Au point de vue de la technique, Julien De Vriendt, de même que jadis son père, grands admirateurs de Jan van Eyck, explique qu'il « peint d'abord ses tableaux à la détrempe afin d'éviter tout repentir, car un simple coup d'éponge humectée permet de cette façon d'enlever avec la plus grande facilité les parties mal venues ou que l'on désire modifier. Ce n'est que lorsque l'ensemble est bien établi, la composition presque terminée, qu'on passe sur le tout le procédé fixatif, permettant l'achèvement à l'huile. »

### Carrière artistique et académique

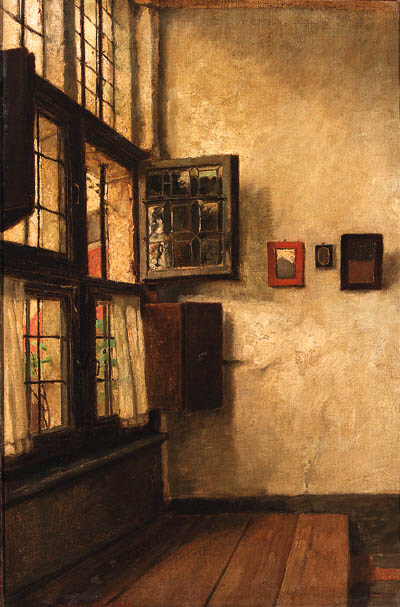
L'Atelier de l'artiste.

En tant que peintre, il travaille, comme son frère, dans la tradition de Henri Leys. Il se fait connaître pour la première fois au Salon triennal d'Anvers de 1864 avec l'œuvre Madeleine entourée d'anges et l'année suivante, il expose La Mort de Sainte Godelieve au Salon de Gand et participe dès 1869 aux Salons de Bruxelles, de même qu'à l'Exposition internationale de Berlin de 1896. Il est vice-président de la commission de la première section de la classe des beaux-arts lors de l'Exposition internationale de Bruxelles de 1897.
Il excelle comme portraitiste, dans les scènes religieuses et historiques et dans les peintures murales monumentales, comme celles du palais de justice d'Anvers de 1891 et de l'hôtel de ville de Bruges de 1904 et 1905. Il existe également des œuvres de lui au Sénat et dans l'ancien palais de justice d'Anvers,.
De 1886 à 1894, Julien De Vriendt est professeur et directeur d'atelier à l'Institut Supérieur des Beaux-Arts d'Anvers, fonctions dont il démissionne après son élection comme député à la Chambre des représentants. Par arrêté royal du 30 mai 1901, il succède à son frère Albrecht comme directeur de l'académie d'Anvers et titulaire de la classe de peinture, fonctions qu'il occupe jusqu'en 1923.
À partir de 1903, il abandonne la politique et se consacre entièrement à l'art et à l'éducation artistique.

### Mouvement flamand
À partir de 1870, dans la lignée du compositeur nationaliste Peter Benoit, il apporte de nombreuses contributions concernant l'élément national de l'art, notamment au Congrès de langue et de littérature néerlandaises et dans les revues De Vlaamsche Kunstbode (1874) et De Zweep (1871). Il signe parfois sous le pseudonyme de « J. Floris » (une référence à la célèbre famille de peintres anversois « de Vriendt dit Floris »).
En 1889, il s'engage activement dans le mouvement flamand, plus particulièrement dans l'Union flamande de l'arrondissement de Bruxelles (Vlaamsche Bond) et dans l'association Vlaamsch en Vrij fondée à Schaerbeek, dont il devient président. Il a également collaboré avec l'Association nationale flamande et a été membre du bureau du Landdagen flamand.

### Carrière politique
En 1890, Julien De Vriendt se présente sur la liste de candidats indépendants aux élections communales à Schaerbeek et en 1892 aux élections du conseil provincial du Brabant. Les deux tentatives échouent. Le 14 octobre 1894, il est élu député à la Chambre des représentants comme candidat du Parti catholique de l'arrondissement de Bruxelles.
Le 17 novembre 1894, il prononce son premier discours en néerlandais. Ses interventions et propositions concernent l'usage du néerlandais dans divers secteurs de la société. Avec Edward Coremans, il est l'instigateur de la loi Coremans-De Vriendt promulguée en 1898 qui constitue l'acte officiel instaurant le néerlandais comme langue officielle de l'État, au même titre que le français, et ce dans tout le processus législatif.
Cependant, en 1900, il décide de se concentrer à nouveau sur son art, comme il l'explique dans son discours d'adieu au Parlement. Jusqu'en 1903, Julien De Vriendt reste actif dans les associations flamandes à Bruxelles, puis il s'installe à Anvers.
Le 10 janvier 1907, Julien De Vriendt est élu membre de l'Académie royale des sciences, des lettres et des beaux-arts de Belgique.

### Première Guerre mondiale
Pendant la Première Guerre mondiale, Julien De Vriendt se tient à l'écart du militantisme, qu'il désapprouve ouvertement. Il était peut-être un défenseur de la cause flamande, mais il était partisan d'une Belgique unitaire. Ses deux fils combattent sur le front.
En 1916, il signe, avec Louis Franck, une lettre de protestation adressée au gouverneur militaire de la Belgique, le général Moritz von Bissing, à la suite de la réouverture de l'Université de Gand, assortie de l'usage du néerlandais comme langue principale. Ensuite, Julien De Vriendt ne s'implique plus en politique.

## Œuvres picturales

### Collections muséales et publiques
- La Mort de Sainte Godelieve, 1865, conservé au Musée royal des Beaux-Arts d'Anvers[4] ;
- Vue depuis le Mont Scopus à Jérusalem sur la Mer morte et la Montagne des Moabites, aquarelle, 1880, inventaire no 3844, Musée royal des Beaux-Arts d'Anvers[12] ;
- Vue depuis le Mont Scopus sur Jérusalem nord, aquarelle 1880, inventaire no 3846, Musée royal des Beaux-Arts d'Anvers[13] ;
- Jérusalem, aquarelle 1880, inventaire no 3841, Musée royal des Beaux-Arts d'Anvers[14] ;
- Jérusalem, aquarelle 1880, inventaire no 3843, Musée royal des Beaux-Arts d'Anvers[15] ;
- Jérusalem, aquarelle 1880, inventaire no 3843, Musée royal des Beaux-Arts d'Anvers[15] ;
- Sépulture du côté sud de la vallée de Cédron, aquarelle 1880, inventaire no 3845, Musée royal des Beaux-Arts d'Anvers[16] ;
- Homme assis dans le désert, aquarelle 1882, inventaire no 3840, Musée royal des Beaux-Arts d'Anvers[17] ;
- La Fille de Jaïrus, 1888, inventaire no 1058, Musée royal des Beaux-Arts d'Anvers[18] ;
- Le Retour victorieux des citoyens de la bataille des Éperons d'or, 1893-1900, inventaire no 1455bis, Musée royal des Beaux-Arts d'Anvers[19] ;
- Libération d'un esclave noir, 1893, fresque murale, Hôtel de ville d'Anvers[4].
- Tous les citoyens sont égaux devant la loi, 1893, fresque murale, Hôtel de ville d'Anvers[4].
- Chanson de Noël, 1894, inventaire 3371, conservé aux Musées royaux des Beaux-Arts de Belgique[20] ;
- La Bague, inventaire no 1794, Musée royal des Beaux-Arts d'Anvers[21] ;
- Fille de Jérusalem en costume oriental, inventaire no 3842, Musée royal des Beaux-Arts d'Anvers[22] ;
- Portrait de Marie De Vriendt, 1904, inventaire no 3756, conservé aux Musées royaux des Beaux-Arts de Belgique[23] ;
- Fresques murales dans l'Hôtel de ville de Bruges (1904-1905), en collaboration avec son fils Samuel[2] ;
- Portrait de madame Maton, 1905, inventaire no 1954-Q musée des Beaux-Arts de Gand ;
- L'archiduchesse Marie-Christine, 1906, hémicycle du Sénat[6] ;
- Portrait de Valentine Honlet, 1907, no 1957-D, musée des Beaux-Arts de Gand ;
- Laissez venir à moi les petits enfants, 1923, inventaire no 2010, Musée royal des Beaux-Arts d'Anvers[24] ;

### Expositions
- Madeleine entourée d'anges, Salon d'Anvers de 1864[4] ;

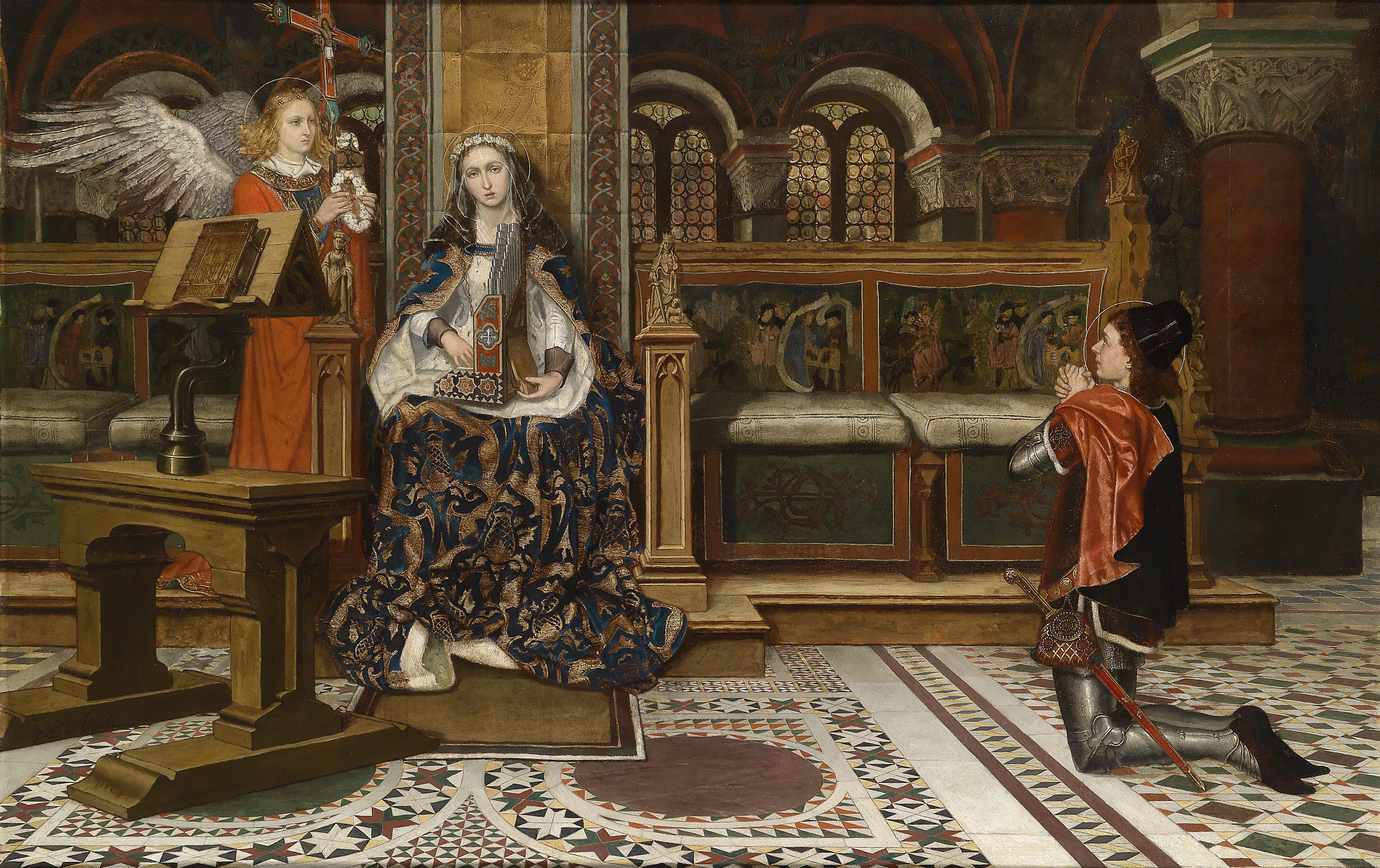
Valérien en adoration devant Sainte Cécile, Salon de Bruxelles de 1869

- La Mort de Sainte Godelieve, Salon de Gand de 1865[4] ;
- Le Cantique de Noël, Salon de Bruxelles de 1866 et Exposition Universelle de Paris de 1867[4] ;
- Othello s'apprêtant à tuer Desdemonda, Salon de Bruxelles de 1869[25] ;
- Valérien en adoration devant Sainte Cécile, Salon de peinture et de sculpture de Paris de 1868[26] et Salon de Bruxelles de 1869[25] ;
- Christine de Pisan lisant ses poésies à sa mère, Salon de Bruxelles de 1869[25] et Salon de peinture et de sculpture de Paris de 1869[27];
- Relevailles, visite faite à l'église par un père et une mère avec leur nouveau-né, Salon de Bruxelles de 1869[25] ;
- Alain Chartier et Marguerite d’Ecosse, Salon de peinture et de sculpture de Paris de 1870[28];
- Les Gantois conjurant Philippe van Artevelde de se mettre à leur tête, Salon de Bruxelles de 1872[29] ;
- Comment Sainte Élisabeth de Hongrie a été repoussée par les habitants d'Eisenach, Salon de Bruxelles de 1872, acquise par le Musée des Beaux-Arts de Liège[29] ;
- La Belle au bois dormant, Salon de Gand de 1874[30] et Salon de peinture et de sculpture de Paris de 1874[31] ;
- La Justice de Baudouin à la hâche, Salon de Bruxelles de 1875, Salon des beaux-arts de Paris de 1876 et Exposition Universelle de Paris de 1878[32].
- La veillée de sainte Cécile, Salon des artistes français de Paris de 1881[33]
- Gardes du palais sous les rois de Juda, Salon des artistes français de Paris de 1885[34] et Exposition internationale de Bruxelles de 1897[5].
- Fleurs d'anniversaire, Exposition internationale de Bruxelles de 1897[5] ;

### Collections privées
- Le Troisième jour, acquise par Marie-Henriette, reine des Belges[4] ;
- La Prière de la Madeleine, acquise par Marie-Henriette, reine des Belges[4] ;
- Sainte Élisabeth portant du pain aux pauvres, acquise par Marie-Henriette, reine des Belges[4].
- Jeune femme à la coiffe fleurie (1870).
- Donnez à boire à ceux qui ont soif (1885).

### Réception critique
Le quotidien L'Indépendance belge écrit en 1869 :
« MM. Julien De Vriendt et Albrecht De Vriendt marchent en tête du parti des peintres archéologues en pratiquant le culte du Moyen Âge. »
Lors du Salon de Bruxelles de 1872, Hyacinthe De Bruyn affirme dans le Journal de Bruxelles que l'apparition de chacune des toiles des frères Julien De Vriendt et Albrecht De Vriendt provoque de vives discussions entre ceux qui y voient l'avènement d'un art jeune et sincère et ceux qui le combattent à outrance. La tendance des œuvres des De Vriendt s'enracine dans le mouvement national. Les deux peintres proclament une régénération artistique basée sur l'esprit national et les principes de l'art flamand. Les deux frères exposent quatre grandes toiles historiques et légendaires. Julien De Vriendt a envoyé Les Gantois conjurant Philippe van Artevelde de se mettre à leur tête et Comment Sainte Élisabeth de Hongrie a été repoussée par les habitants d'Eisenach. Pour sa part, L'Indépendance belge, estime que les tableaux des De Vriendt constituent une tentative de forcer les portes du grand art qui n'aboutit qu'à de faibles résultats. On ne distingue leurs œuvres qu'à la signature. Ils étudient avec soin les éléments de l'époque qu'ils veulent représenter. Les types des figures sont de création arbitraire, ils n'ont pas le cachet de la vérité, l'apparence de la vie. C'est en général le défaut des peintres archéologues de produire des œuvres qui tiennent plus de la pétrification que de la nature animée.
En 1875, L'Écho du parlement soutient qu'il y a désormais entre les frères Julien et Albrecht De Vriendt une noble lutte. Cette année, le premier semble prendre le dessus. Sa facture est plus libre et moins fatiguée, le ton est plus franc dans sa La Justice de Bauudouin à la hâche. Les deux frères ont toutefois réussi à se détacher de l'imitation de Henri Leys.

### Galerie

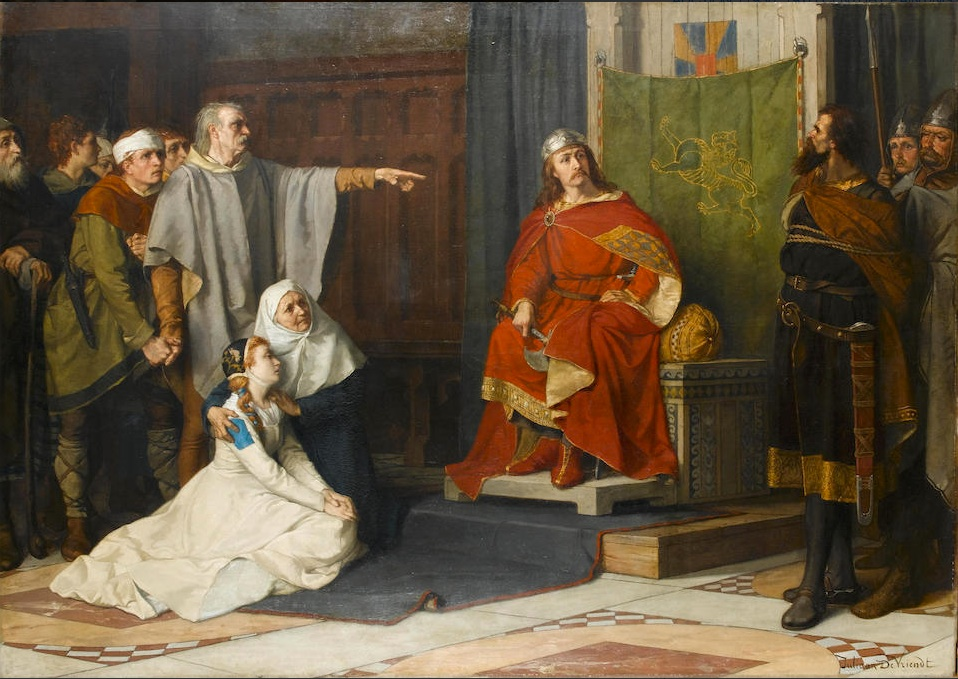
La Justice de Baudouin à la hâche (1875).
La Fille de Jaïrus (1888).
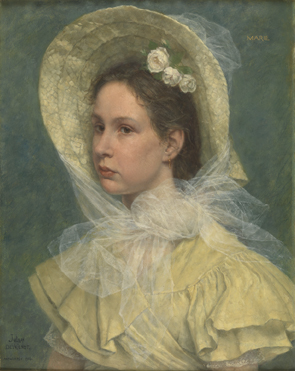
Portrait de Marie De Vriendt (1904).
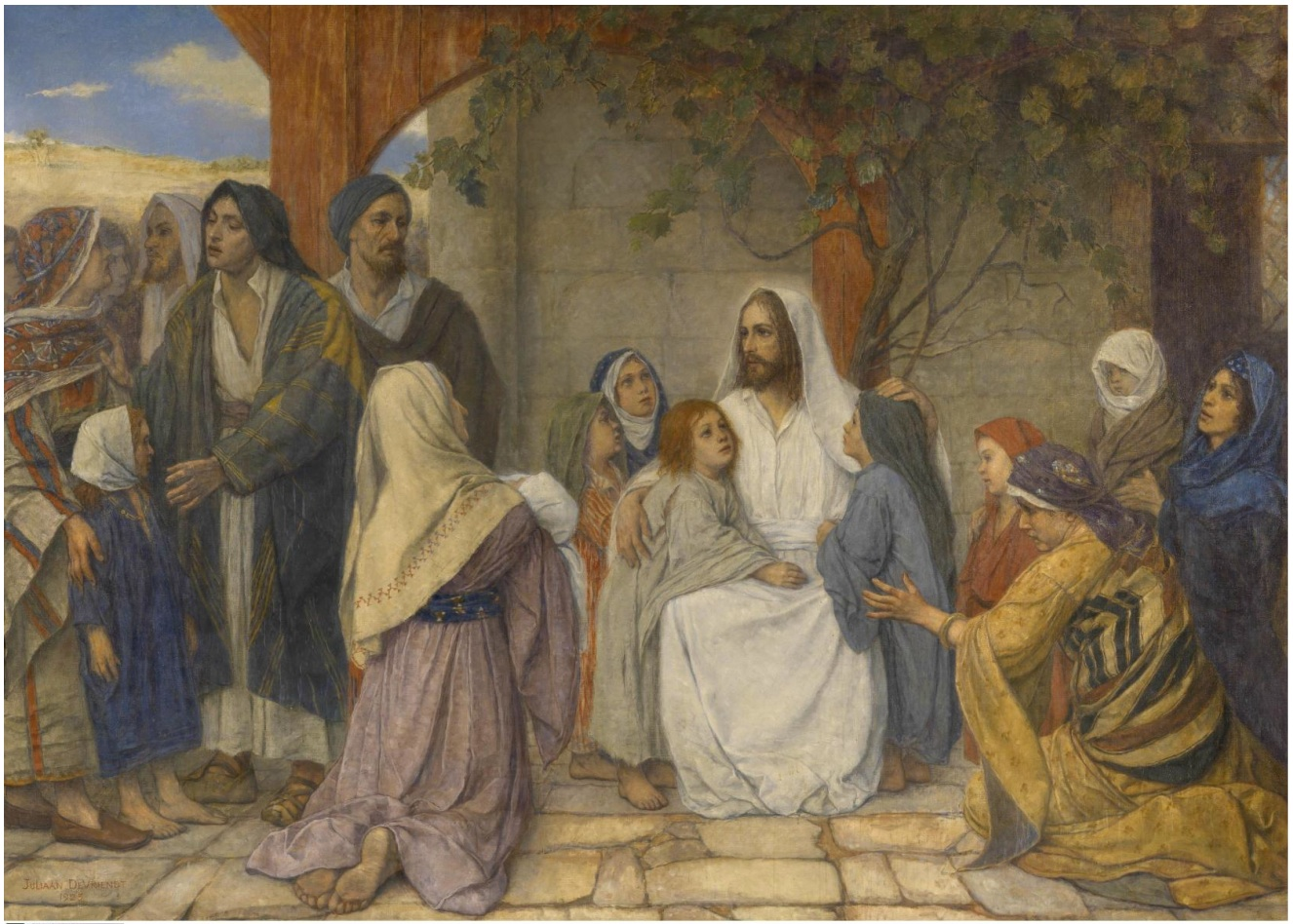
Laissez venir à moi les petits enfants (1923).

## Titres honorifiques
Julien De Vriendt est :
- Officier de l'ordre de Léopold (9 février 1875)[36].
- Officier de l'ordre de Léopold (31 octobre 1885)[37] ;
- Commandeur de l'ordre de Léopold (juin 1896)[38] ;
- Grand officier de l'ordre de Léopold (1911) ;
- Commandeur de l'ordre royal de Saint-Sava (Royaume de Serbie)[4].